# Antusas

Las antusas (en griego antiguo: Ανθούσαι, anthoúsai, de ἄνθος, ánthos, esto es, «flor») son ninfas de las flores en la mitología griega. Su nombre suele ser traducido como ‘ninfas florales’. Son descritas en relación a las ninfas que se encontraban con Pan a la hora de echarse una siesta:
«He aquí las ninfas todas en un grupo, pero tú puedes observar los distintos grupos: unas son náyades —les caen gotas de rocío melena abajo— (ninfas hidríades), mientras que la sequedad de las ninfas del bosque no es en nada inferior al rocío (ninfas epigeas); y otras son ninfas florales (antusas), cuyas cabelleras son igual que el jacinto».